# Puerto de San Lorenzo
El Puerto de San Lorenzo es una ganadería brava española propiedad de D. Lorenzo Fraile Martín, fundada en 1958 por sus hermanos Juan Luis y Nicolás Fraile Martín. Las reses pastan actualmente en la finca “Puerto de la Calderilla”, en el término municipal de Tamames, situado en la comarca del Campo Charro de Salamanca; está inscrita en la Unión de Criadores de Toros de Lidia.
El nombre de la ganadería proviene de la unión de la antigua finca de la familia Fraile, que se llamaba San Lorenzo en honor al abuelo Lorenzo Fraile, y de la actual finca del Puerto de la Calderilla. En esta finca se encuentran todos los machos de la ganadería, distribuidos en 22 cercados, 10 de los cuales son destinados a los toros de saca; también habita un pequeño lote de vacas de 50 unidades. El resto de hembras se encuentra en la finca “Justicia”, situada en el término municipal de Salorino, en la Provincia de Cáceres.

## Historia de la ganadería
En el año 1925, la familia Flores Albarrán adquiere la antigua ganadería que formara Gil Flores a finales del siglo XVII; los Flores Albarrán compran un lote de vacas procedentes de Campos Varela y de Izaguirre Tejerina y también un semental de Martínez. La ganadería se divide en 1956, y una parte le queda correspondida a Mercedes Flores Sánchez; dos años más tarde, los hermanos Juan Luis y Nicolás Fraile Martín adquieren junto a María Gascón la parte de Mercedes Flores. Modifican el hierro y añaden un lote de 100 vacas y 3 sementales de Arturo Sánchez y Sánchez, y otro de 50 vacas y 3 sementales de José Infante de Cámara en 1962. En 1976 se adquiere la mitad de la ganadería de Lisardo Sánchez, formando de esta manera la línea en la que se asienta el encaste Atanasio Fernández en el Puerto de San Lorenzo.
El 25 de abril de 1982 la ganadería toma antigüedad al lidiar su primera corrida completa en la plaza de Las Ventas en Madrid; el cartel lo conformaban Manolo Sales, El Melenas y Curro Valencia, que tomó la alternativa ese mismo día con el toro Ventoro cedido por Manolo Sales. Ese mismo año los hermanos Fraile compran a Arturo Gallego un lote de 30 vacas de procedencia de Atanasio Fernández, con el objetivo de aumentar la ganadería y las reses del encaste Atanasio. Entre los años 1987 y 1988 hacen una nueva compra, con 50 añojas, 50 eralas y 50 vacas nuevamente procedentes de Atanasio Fernández; eliminan todo el ganado adquirido anteriormente para continuar en la línea de Lisardo-Atanasio.
Anteriormente en 1973, los cuatro hermanos Fraile se repartieron la ganadería y siguieron caminos diferentes: Juan Luis y Moisés Fraile compran ese año la ganadería de Juan Luis Fraile a Graciliano Pérez-Tabernero, siguiendo esa línea con encaste Santa Coloma; Nicolás y Lorenzo Fraile continúan con el Puerto. Nicolás Fraile se separa de su hermano Lorenzo en 1985 y forma la ganadería de Valdefresno, manteniendo el encaste Atanasio y la línea de Lisardo Sánchez, con la única diferencia de selección diferente entre cada ganadero. Juan Luis y Moisés se separan también; este último compra una ganadería en 1987 a Antonio Pérez Tabernero, elimina todo el ganado que ya tenía e introduce vacas y sementales de procedencia Aldeanueva con origen Domecq adquiridos a Domingo Matías Bernardos, formando así la ganadería de El Pilar.

### Toros célebres
- Gironero: indultado el 1 de julio de 2017 en la Plaza de toros de Zamora por Sebastián Castella.[8][9]
- Cuba: lidiado el 7 de julio de 2018 en Pamplona por Paco Ureña; fue premiado con el trofeo Carriquiri al mejor toro de la Feria.[10]

## Características
La ganadería está formada por toros de procedencia Atanasio Fernández y Lisardo Sánchez. Atienden en sus características zootécnicas las que recoge como propias el Ministerio del Interior:
- Toros altos de agujas, con gran desarrollo del tercio anterior, dándose los tipos aleonados, ensillados, plantados de atrás y de delante, zanquilargos, perfiles subcóncavos, rectos y con menor frecuencia subconvexos, badanudos y de gran padada. La cola es larga y gruesa, con borlón abundante. Con cabos proporcionados, excepto los de la línea Lisardo Sánchez, que son más gruesos de extremidades, en la cual se dan animales carifoscos, astracanados, con mucha papada y badana, de perfil convexo.
- Buena encornadura con característicos veletos y astiblancos, con mayor desarrollo de cuernos, con abundancia de animales acapachados y menor alzada.
- Sus pintas son negras, con accidentales muy típicos como el burraco y el carbonero. Con menor frecuencia se dan capas castañas, coloradas y cárdenas. Sus accidentales suelen ser salpicado, gargantillo, jirón y coliblanco.

En función de las características físicas y de la reata de procedencia, se igualan los lotes destinados a la lidia según las plazas de diversa categoría y nivel de exigencia para la res. Los toros del Puerto de San Lorenzo son habituales en Las Ventas y en las demás plazas de 1ª categoría de España y Francia.
La línea morfológica de los toros responde a su lejano origen de Parladé, aunque su hechura ha perdido afinamiento y ha ganado dimensión, sobre todo en las extremidades. Después de la división de la ganadería adquirida por Juan Luis y Nicolás Fraile, Juan Luis siguió la rama salmantina del encaste Santa Coloma, en la línea de Graciliano Pérez-Tabernero; este toro tiene una pezuña un poco más pequeña y es un tipo de toro más fino, mientras que los del Puerto tienen una pezuña más grande y es un toro más alto y basto.

## Sanfermines

### 2017
Los toros del Puerto de San Lorenzo debutaron en Pamplona el 8 de julio de 2017 sustituyendo a la ganadería de Pedraza de Yeltes. Protagonizaron un encierro rápido y sin heridos por asta de toro, el cual duró dos minutos y 22 segundos. En la corrida de esa tarde fueron lidiados por Curro Díaz, Paco Ureña y José Garrido.

### 2018
Corrieron por segunda vez el encierro, este año el 7 de julio. La manada se fragmentó en Santo Domingo y protagonizó un encierro rápido y peligroso; duró 2 minutos y 37 segundos. La corrida de por la tarde fue estoqueada por Paco Ureña, Román y José Garrido.

### 2019
El año 2019 corrieron por tercera vez el encierro, estrenando de nuevo los Sanfermines como el año anterior; las reses reseñadas para este año se llamaban Pitinesco, Langosto, Joyito, Velosico, Campanero, Sombreto y Guapino. Protagonizaron un encierro rápido y frenético, en el que tres corredores resultaron heridos por asta de toro. La corrida fue lidiada por Emilio de Justo, López Simón y Ginés Marín.

## La Ventana del Puerto

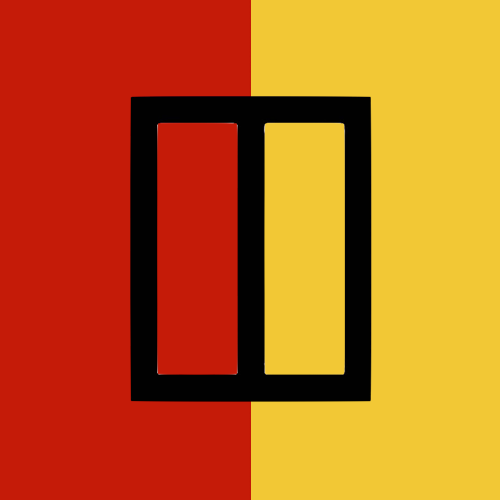
Hierro y divisa de la ganadería de La Ventana del Puerto, también propiedad del Puerto de San Lorenzo.

Lorenzo Fraile crea en el año 2000 la ganadería de La Ventana del Puerto con un lote de 71 vacas y 5 sementales provenientes del Puerto de San Lorenzo. Ocho años después elimina todo lo anterior y adquiere a Mª Loreto Charro Charro un lote de 70 vacas de procedencia Aldeanueva. Más tarde le añade 80 vacas y varios sementales provenientes de Monte la Ermita, con procedencia Jandilla - El Torreón. Esta ganadería también está inscrita en la Unión de Criadores de Toros de Lidia.

## Premios y reconocimientos
- 2006: XXXI Premio Toro de Oro al Mejor Toro de la Feria de Salamanca por Carretillo, número 161
- 2009: XXXIV Premio Toro de Oro al Mejor Toro de la Feria de Salamanca por Cantillano, número 21.[23]
- 2010: 
  - Mejor ganadería de la feria de San Isidro.
  - Mejor Toro de la Feria de San Isidro por Cubilon[24]
- 2012: XXXVII Premio Toro de Oro al Mejor Toro de la Feria de Salamanca por Carcelero lidiado por Juan del Álamo.[25]
- 2014: Mejor Toro de San Isidro.[26]
- 2018: Premio Carriquiri al mejor toro de la feria de Pamplona, llamado Cuba lidiado el 7 de julio por Paco Ureña.[10][27]
- 2019: Premio al toro más jugoso de los Sanfermines, llamado Joyito lidiado el 7 de julio por Emilio de Justo.[28]